# Marsa Brega
Marsa Brega (in arabo مرسى البريقة‎?, Marsā al-Brīqa o Marsā al Burayqah, traducibile come porto di Brega), nota anche come Brega, Marsa el-Brega o Mersa Brega, è una città della Libia nord-orientale sita nel distretto di al-Wahat in Cirenaica.
È un importante porto petrolifero e polo industriale affacciato sul golfo della Sirte ed è collegato tramite un oleodotto e un gasdotto ai giacimenti di Zelten e Raguba.

## Storia

I campi di concentramento italiani in Libia negli anni 1930.

L'area di Marsa Brega era occupata da un piccolo villaggio di pescatori, poi distrutto durante la seconda guerra mondiale. Durante la riconquista italiana della Libia nell'area si svolsero alcuni scontri, nei quali trovò la morte l'ufficiale Giuseppe Di Rorai, poi insignito della Medaglia d'oro al valor militare alla memoria. Nel marzo 1931 entrò in funzione un campo di concentramento italiano, utilizzato in larga parte per i civili deportati dall'altopiano del Gebel el-Achdar, rimasto attivo fino al giugno 1933; durante la sua attività vi furono internate 20 072 persone.
Il sito di Marsa Brega fu teatro di una breve battaglia nell'ambito della prima offensiva del Deutsches Afrikakorps guidato da Erwin Rommel, la cui vittoria consentì alle forze dell'Asse di procedere verso l'assedio di Tobruch del 1941.
La città negli anni '60 fu designata come punto di arrivo del primo oleodotto libico proveniente da Zelten e furono quindi realizzati il porto e diverse infrastruttura, anche con l'utilizzo di numerosi edifici prefabbricati, su progetto dell'architetto e urbanista greco Kōnstantinos Apostolou Doxiadīs. L'oleodotto fu inaugurato nel 1961 e fu seguito da una raffineria, da un impianto di liquefazione del gas naturale e da un impianto di trasformazione dell'ammoniaca, quest'ultimo inaugurato nel 1977.
Durante la guerra civile libica Brega si è rivelata essere una località fondamentale per il controllo del fronte. Catturata dai ribelli, il 2 marzo le forze lealiste tentarono una sua riconquista, che si concretizzò il 13 marzo, allorché Brega cadde nelle mani delle truppe di Gheddafi che però furono costretti a evacuarla, incalzati dai ribelli e dai bombardamenti della coalizione, il 26 del mese stesso.

## Economia
Marsa Brega significa letteralmente "Porto di Brega". La struttura portuale dispone di uffici portuali, un molo frangiflutti e un pontile, impianti per il caricamento del petrolio greggio sulle navi, una centrale termoelettrica.
Il polo industriale comprende una raffineria, un impianto di liquefazione del gas naturale ed un impianto di trasformazione dell'ammoniaca.

## Infrastrutture e trasporti

### Strade
La città è attraversata dalla Strada costiera nazionale (tratto della strada trans-africana 1 che collega Dakar al Cairo) che percorre l'intera linea costiera libica passando per Tripoli e Bengasi.

### Aeroporti
La città è servita da un piccolo aeroporto sito a circa 3 chilometri di distanza e dotato di un'unica pista. L'aeroporto è stato danneggiato durante la prima guerra civile del 2011.